# Konwerter szerokokątny

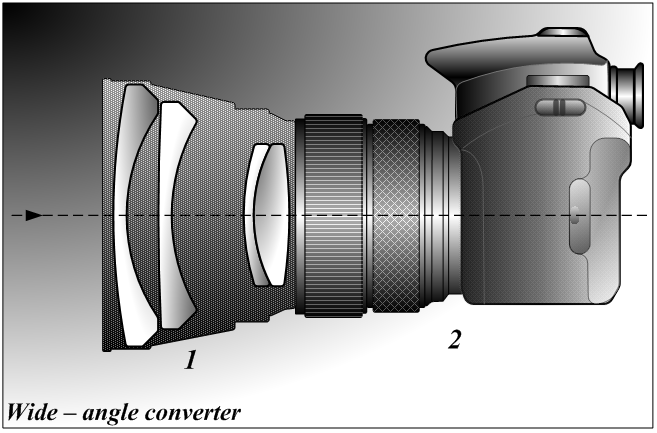
Przekrój konwertera (1)

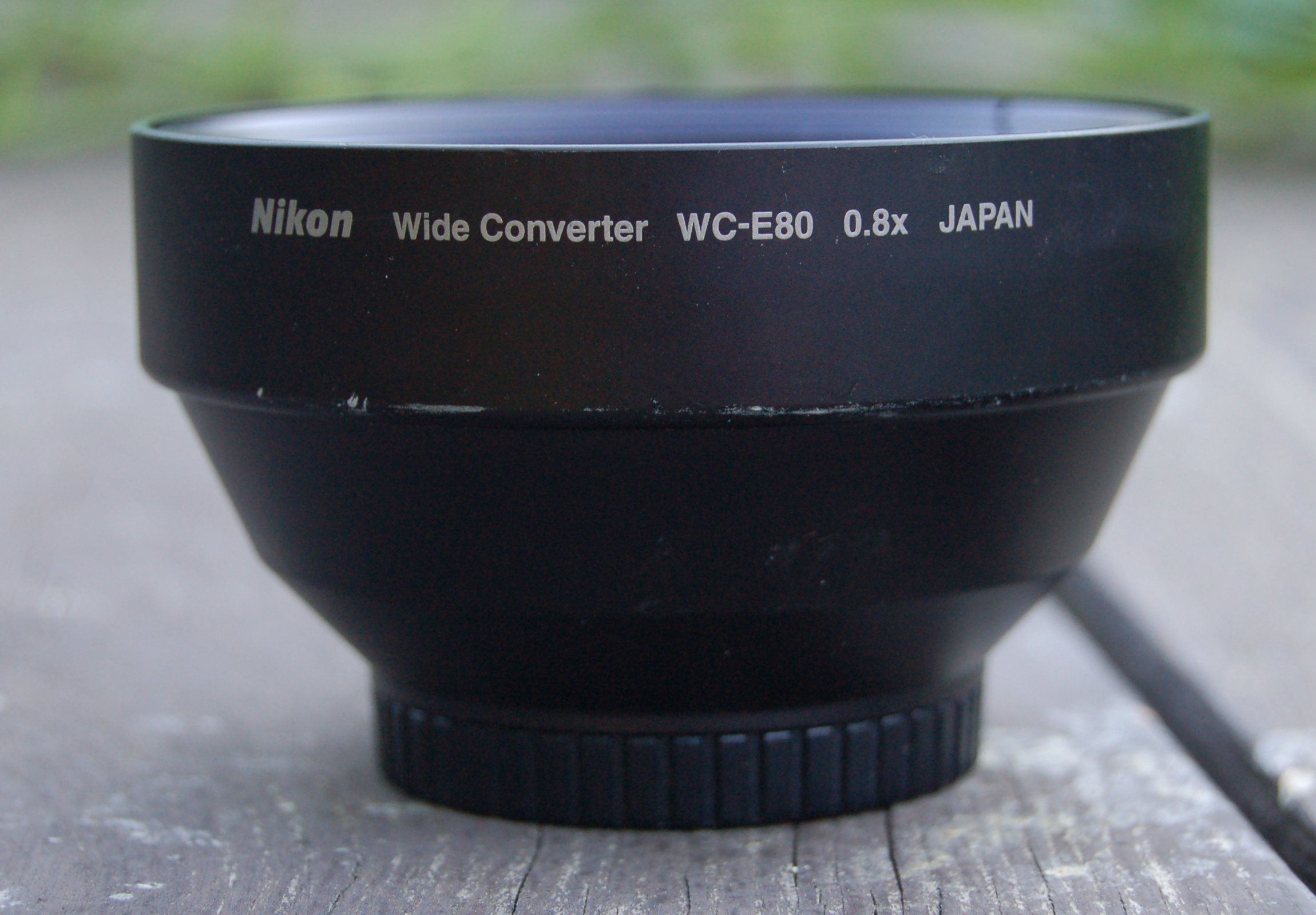
Konwerter szerokokątny Nikon WC-E80 0.8x do aparatów Nikon Coolpix 5700 i Nikon Coolpix 8700

Konwerter szerokokątny – element optyczny, najczęściej nakręcany na obiektyw standardowy w celu poszerzenia jego kąta widzenia.
W fotografii amatorskiej bywa stosowany jako zamiennik drogich szerokokątnych obiektywów, pozwalając na stosunkowo łatwe (i znacznie tańsze) wzbogacenie możliwości posiadanego aparatu fotograficznego.
Konwertery szerokokątne posiadają oznaczenie określające współczynnik, mówiący jak zmieni się ogniskowa obiektywu wyposażonego w ten konwerter, czyli o ile procent powiększy się pole jego widzenia. Jeśli współczynnik ten oznaczy się przez {\displaystyle k,} to otrzymana ogniskowa wyniesie:
{\displaystyle f=f_{0}\cdot k,}
gdzie {\displaystyle f_{0}} to ogniskowa ustawiona na obiektywie.
Przykładowo dla {\displaystyle k} = 0,8 i ustawionej ogniskowej obiektywu 50 mm otrzyma się wynikową ogniskową 50 × 0,8 = 40 mm.
W uproszczeniu, powiększenie pola widzenia wyniesie:
{\displaystyle M=(1-k)\cdot 100\%,}
czyli dla tych samych co powyżej danych pole widzenia zwiększy się o 20%.